# Herman Müller

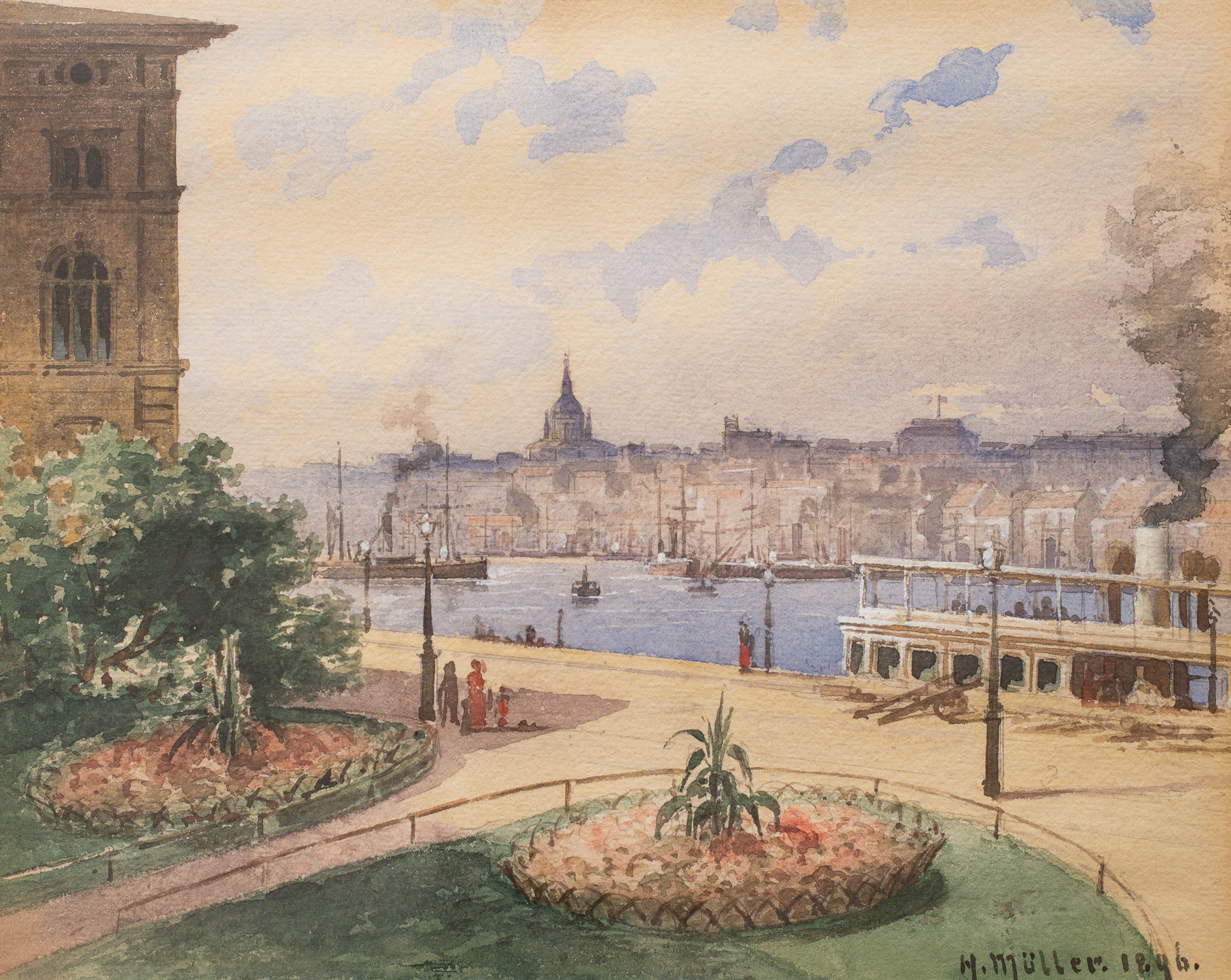
Utsikt från Blasieholmen, 1896

Georg Otto Herman Müller, född 16 oktober 1840 i Stockholm, död 2 november 1919 i Stockholm, var en svensk dekorationsmålare.

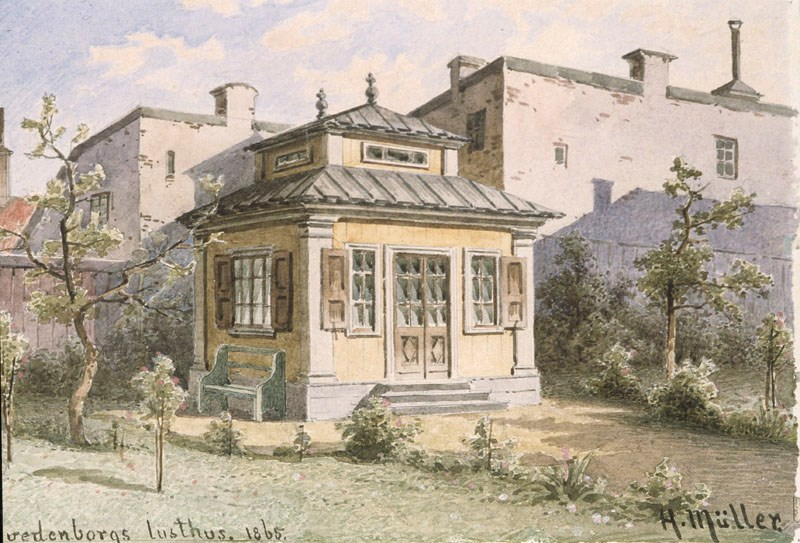
Swedenborgs lusthus, Hornsgatan 43, Stockholm, sedan 1896 på Skansen, akvarell av Herman Müller, 1865. Stockholms stadsmuseum.

Han var son till Georg Albert Müller och Theres Puhlman. Müller studerade dekorationsmåleri i Stockholm. Han var under 1860-1880 talen verksam som dekorationsmålare vid Kungliga Dramatiska teatern, Södra teatern och Djurgårdsteatern. Han utförde dekorationerna vid Nya teaterns första uppsättning och var under några år fast anställd vid Nya teatern. Müller är representerad vid Östergötlands museum i Linköping. 